# Medalha Militar (França)
A Medalha Militar (em francês:  Médaille militaire) é uma condecoração militar da França, estabelecida em 1852 pelo Imperador Napoleão III para premiar os soldados e oficiais não-comissionados que se distinguiram por atos de bravura em ação contra uma força inimiga. Ele teria buscado inspiração em uma medalha estabelecida pelo pai, Louis Bonaparte, Rei do Holanda. Uma característica interessante da médaille é que ela é a condecoração maior pela liderança dada a generais e almirantes que já foram comandantes-em-chefe. Essa medalha é considerada superior até mesmo à grã-cruz da Legião de Honra. Logo após a Primeira Guerra Mundial, a medalha militar também foi entregue aos feridos em combate.

## Agraciamento
Mais de um milhão de soldados e suboficiais foram condecorados em seu século e meio de existência. Dos soldados mais anônimos aos maiores líderes de guerra, todos são colocados em pé de igualdade sob o mesmo lema "Valor e Disciplina". Dez emblemas regimentais foram condecorados; 159.000 militares vivos, geralmente veteranos, foram agraciados com a Medalha Militar; e mais de 10.000 mulheres a receberam desde 1859.
Como muitas outras condecorações francesas, a médaille pode ser entregue por diferentes razões, inclusive à nações estrangeiras que serviram ao lado das Forças Armadas Francesas.

## Características
A condecoração consiste em uma coroa de louros de prata com 28 milímetros de diâmetro, envolta em um medalhão dourado, tendo o lado esquerdo da Marianne, efígie da República da França, a 2a variante original do Segundo Império Francês trazia o perfil esquerdo do imperador Napoleão III. O medalhão de ouro central é circundado por um anel esmaltado em azul com a inscrição dourada "RÉPUBLIQUE FRANÇAISE" (em português:  "REPÚBLICA FRANCESA") com uma pequena estrela de cinco pontas dourada na parte inferior pelo prêmio da 4a República, três estrelas para a 5a variante, a variante da 3a traz a data de 1870, a variante do 2o império tra a inscrição "LOUIS-NAPOLEON" em vez de "RÉPUBLIQUE FRANÇAISE" e possuía flores em ambos os lados da estrela menor ao fundo.